# Saint Seiya Omega Ultimate Cosmos
Saint Seiya Ω Ultimate Cosmos (聖闘士星矢Ω アルティメットコスモ?) es un videojuego de luchas desarrollado y distribuido por Namco Bandai, basado en el anime Saint Seiya Ω. El juego fue puesto a la venta el 29 de noviembre de 2012 en Japón, este nunca tuvo una publicación en ningún otro país y nunca fue traducido a otro idioma.

## Sinopsis
El sello que la diosa Athena había impuesto a la vasija donde el alma del Emperador del Mar, Poseidón, se ha roto liberando al dios. Ahora la nueva generación de valientes Saints de la diosa deberá de hacerle frente para proteger la paz eterna en la tierra y a la diosa.

## Modo de juego
Como la mayoría de los videojuegos de peleas, Saint Seiya Ω Ultimate Cosmos presenta un Modo Arcade en donde es posible elegir a un personaje y enfrentarlo con otro en un escenario a elección o al azar. Este modo contiene un modo vs PC y vs Amigo (2P), Modo entrenamiento y un explorador de los extras del juego.
El Modo Historia obliga a recorrer una línea y enfrentamientos preprogramados a fin de avanzar en la misma. Ganar el Modo Historia permitirá el desbloqueo de algunos personajes disponibles para usar en el Modo Arcade. En este modo cada protagonista es diferente.

## Personajes jugables
- Kōga de Pegaso
- Sōma de León Menor
- Yuna de Águila
- Ryūhō de Dragón
- Haruto de Lobo
- Edén de Orión
- Shaina de Ofiuco
- Ichi de Hidra
- Pavlin de Pavo Real
- Sonia de Avispón
- Shun de Andrómeda
- Sorrento de Sirena
- Poseidon
- Seiya de Sagitario
- Ionia de Capricornio
- Mycenae de Leo
- Kiki de Aries
- Genbu de Libra